# Monge (BEM)
Pour les articles homonymes, voir Monge.
Le Monge (indicatif visuel A601) est, selon la terminologie française, un bâtiment d'essais et de mesures (BEM). Il est classé comme bâtiment d'expérimentations, d'essais et de mesures. Le Monge est en service dans la Marine nationale depuis le 4 novembre 1992. Ce bâtiment est le seul de ce type dans la Marine militaire française et l'un des rares dans le monde ; seules les marines des États-Unis, de la Chine populaire, de la Russie et de l'Inde comptent ou ont compté des bâtiments similaires. Le Monge, qui tient son nom du mathématicien français Gaspard Monge (1746-1818), a pris la succession du BEM Henri Poincaré, en service depuis 1968. Construit par les Chantiers de l'Atlantique à Saint-Nazaire, il est armé par un équipage mixte de la Marine nationale et de la DGA (personnel de DGA Essais de missiles). Son indicatif visuel est A601.
Sa mission principale consiste à se placer au large en mer pour observer avec ses capteurs les essais en vol des missiles tirés depuis le centre DGA Essais de missiles de Biscarrosse (ex-Centre d'essais des Landes), en particulier les missiles balistiques MSBS M45 et M51, mais aussi les missiles nucléaires aéroportés ASMP (et maintenant ASMPA) et certains autres tirs de missiles à longue portée. Il est aussi utilisé pour la surveillance de l'espace (satellites, débris, ISS, etc.) au profit du CNES et d'autres organismes militaires. Il participe occasionnellement à des missions au profit de l'Agence spatiale européenne (lors des lancements des fusées Ariane).

## Missions
Basé à Brest, ses missions techniques principales sont : la trajectographie et l'observation radar et optique des missiles balistiques ou tactiques, la poursuite de satellites et, beaucoup plus rarement, la mise en œuvre ou la poursuite de cibles aériennes pour l'entraînement des forces. Son système de mesures, articulé autour de radars de poursuite spécifiques de très hautes performances (capables de trajectographie et d'analyse radar) ainsi que d'un ensemble de calculateurs en temps réel performants, comprend également un système complet de réception et traitement de télémesures à haut débits, un module d'analyse météorologique (ballons, LIDAR et fusées sondes), un système de poursuite optronique et des équipements de télécommunications satellitaires. Il possède un petit hôpital doté d'une salle d'opération, de réanimation, d'un appareillage de radioscopie complet pour les longues campagnes d'essai en mer. Il peut embarquer deux hélicoptères lourds.
Pour sa mission principale, qui concerne « l'observation des essais en vol des missiles balistiques ou tactiques », le Monge apporte un soutien essentiel à la Direction technique de la Direction générale de l'Armement (DGA), et plus particulièrement au centre DGA Essais de missiles de Biscarrosse, qui assure la supervision de l'essai et auquel le BEM est opérationnellement rattaché lors de celui-ci.
En pratique :
- les tirs d’essai des missiles mer-sol balistiques stratégique sont effectués
  - soit depuis un sous-marin en plongée au large de Quimper ;
  - soit depuis un pas de tir à terre sur le site de Biscarrosse de la DGA Essais de missiles (anciennement CEL, Centre d'essais des Landes).
- avant chaque tir, le Monge se positionne dans une zone « réceptacle » à proximité de l'endroit où retomberont les têtes après vingt à trente minutes de vol.
- du fait de la rotondité de la Terre, il sera le seul à observer le dernier tiers de la trajectoire jusqu'à l'impact final en mer de l'engin.
- deux axes de lancement sont utilisés depuis le golfe de Gascogne : l’un vers l'ouest, au large des États-Unis ; l’autre vers le sud-ouest en direction de la Guyane et du Brésil situé à plus de 6 000 km, (dans ce cas, le missile est tiré par un sous-marin positionné au sud de la pointe Bretagne).

Une autre mission de ce bâtiment est la participation au réseau national de surveillance de l'espace. En particulier, le Monge travaille en liaison avec le CNES lorsqu'un débris spatial menace d'entrer en collision avec un satellite d'« intérêt national », ou un satellite de retomber sur Terre avec impact au sol. Ses radars lui permettent de mesurer précisément les trajectoires des objets gravitant autour de la Terre. En septembre 2011, un satellite de la NASA est rentré dans l'atmosphère avec un risque que des débris spatiaux atteignent le sol. Le Monge a participé à la poursuite de ce satellite depuis le port de Brest, permettant au CNES et à la NASA de prédire avec plus de précision la zone d'impact. Il a permis également de suivre la trajectoire d'une clé à molette perdue par un astronaute de la station spatiale internationale.

## Équipements du bâtiment

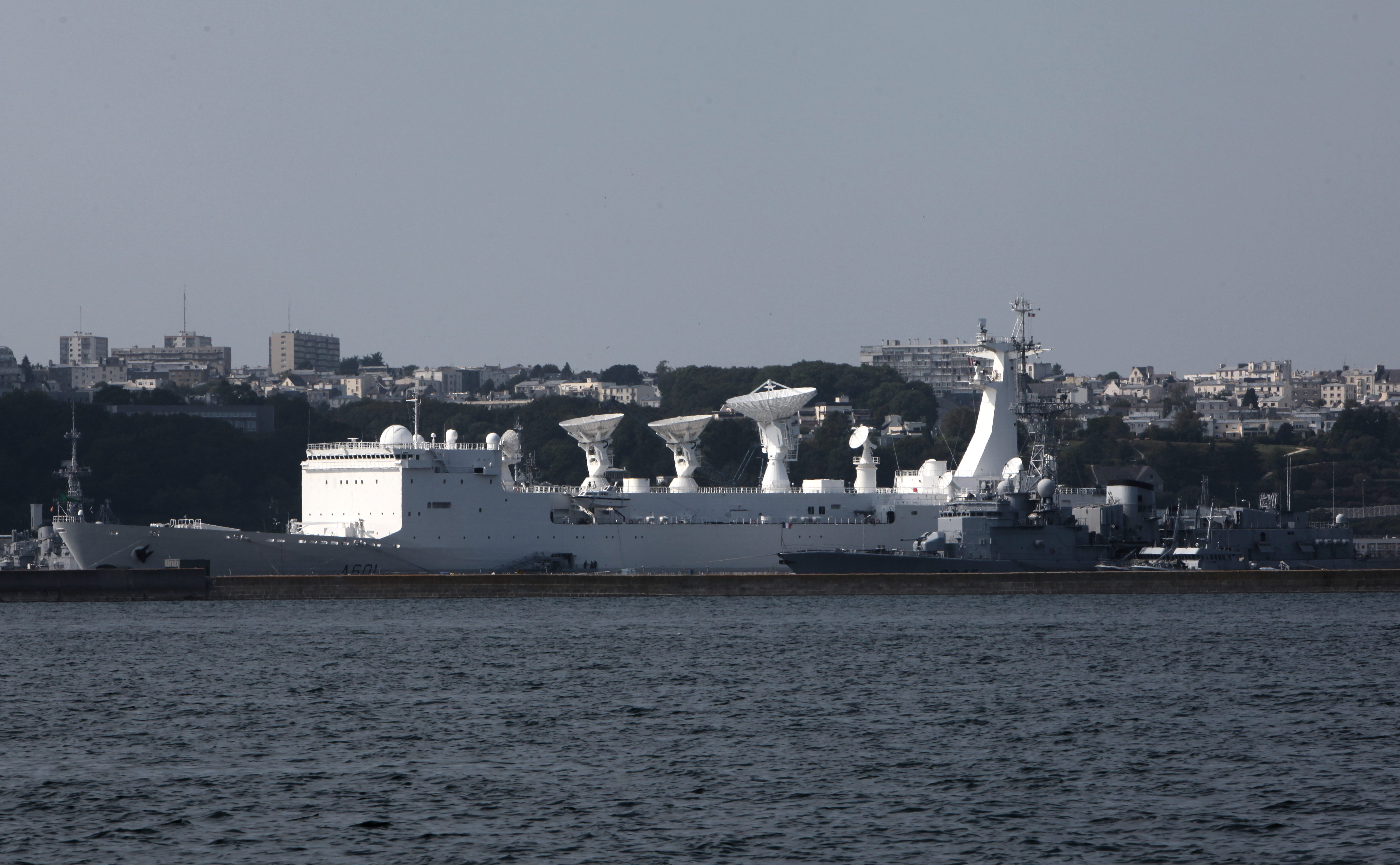
Le Monge au port de Brest en 2011 après l'installation du radar Normandie.

- Capteurs de poursuite et observation de missiles
  - Depuis 2014
    - 1 radar NORMANDIE de trajectographie et analyse en bande L (NOuveau Radar du Monge pour ANalyse, Détection et Identification Électromagnétique) ; installé en 2009 par Thales, antenne de 14,4 m de diamètre, multicibles, 62 tonnes, portée théorique en écho de peau de 4 000 km sur une SER de 1 m²[5].
    - 2 radars Armor de trajectographie et analyse en bande C, construit par Thomson-CSF, antenne de 10 mètres de diamètre pouvant suivre les trois cibles simultanément, 47 tonnes[6], 5 gigahertz de fréquence, puissance moyenne de 20 kW, portée théorique en écho de peau de 6 000 km sur une Surface équivalente radar de 1 m². Compatible avec les répondeurs radar IRIG en bande C.

  - Anciens radars démontés en 2009
    - 1 radar Savoie de trajectographie en bande P monopulse, provenant du Henri Poincaré, entré en service en 1974 et remplacé par le Normandie. D'un diamètre de 8 mètres, l'antenne parabolique permettait de « photographier » un cortège balistique, puissance de crête 150 kW (puissance moyenne 23 kW), caractéristiques similaires aux radars de lutte antimissile. Portée de 400 km sur une SER de 1 m²[7].
    - Radar bi-statique Stratus en bande L conçu par l'ONERA, provenant du Henri Poincaré, entré en service en 1990. Possédait deux antennes de 5 mètres de diamètre; l'une émettrice en continu, l'autre réceptrice[7].

  - Ancien radar démonté en 2014[8]
    - 1 radar Gascogne de trajectographie en bande C à compression d'impulsion, provenant du Henri Poincaré, construit en 1980 par Thomson-CSF, antenne de 4 m de diamètre ; 62 tonnes[9], portée théorique en écho de peau de 600 km sur une SER de 1 m². Compatible avec les répondeurs radar IRIG en bande C.

  - 6 aériens dont 5 antennes Antares de réception télémesure en bande I
  - 1 tourelle de suivi optronique (capteurs visible et IR)
  - 1 Lidar pouvant analyser jusqu'à 120 km d'altitude et capacité de tir de fusées sonde (pour sondages atmosphériques à très haute altitude)

« Cet ensemble de systèmes radars est le plus performant de la Marine et de la DGA. » Ce navire embarque trois des quatre plus puissants radar d'Europe (hors Russie).
- Système de communications par satellite
  - SYRACUSE
  - Inmarsat
- Radar de surveillance de l'espace aérien
  - Thomson-CSF DRB V15 C (Sea Tiger Mk 2) en bande E/F
- Radar de navigation maritime
  - 2 Racal Decca DRBN 34A en bande I
- Armement militaire
  - 2 mitrailleuses de 12,7 mm d'auto-défense
  - 2 canons de 20 mm F2
  - plate-forme pour hélicoptère de 650 m2 hangar de 180 m2 pouvant embarquer deux hélicoptères moyens/lourds[1] (anciennement Super Frelon, entre 2012 et 2016 Super Puma, depuis NHIndustries NH90[11]), dispose habituellement d'une Alouette III[1]

## Quelques spécificités du navire
- Un canal de stabilisation entre les réservoirs permet au navire d'avoir un roulis inférieur à 9° à faible vitesse dans une mer de force 6. Le Monge peut assurer des mesures dans une mer de force 5.
- Le navire est peint en blanc pour limiter au maximum la déformation de ses superstructures par dilatation différentielle sous l'effet de l'éclairement solaire, qui fausserait le parallélisme d'alignement très précis de ses capteurs.
- Sa longueur et son tonnage en ont longtemps fait le troisième plus gros navire de la Marine nationale après les deux porte-avions Foch et Clemenceau. Outre leur successeur le Charles de Gaulle, il est par la suite dépassé en tonnage (mais pas en longueur[4]) par les trois PHA de la classe Mistral et les Bâtiments ravitailleurs de forces[12].
- Son prédécesseur le BEM Henri Poincaré, plus petit, était un pétrolier civil racheté et modifié par la Marine nationale. Il a servi de bâtiment de commandement du groupe naval d'essais et de mesures (GROUPEM) dont l'amiral Philippe de Gaulle (fils du Général) a été l'un des commandants (ALGROUPEM) en 1973-1974) et mit à ce titre sa marque sur ce bâtiment réceptacle.
- Antérieurement, la France avait également installé une station à terre d'observation radar et télémesure sur l'île de Flores dans l'archipel portugais des Açores. La station est fermée en 1994.
- En 1993, la ville de Beaune devient officiellement marraine du navire à la suite des accords entre le commandant et Henri Moine, le maire de la ville[13].

## Budget
Son coût initial, bâtiment et instrumentation, était de 3,6 milliards de francs français, soit environ 800 millions d'euros actuels. En 2009, le programme de modernisation de l'instrumentation de mesure (y compris le nouveau radar d'analyse Normandie) est estimé à 150 millions d'euros.